# Facundo Roncaglia
Facundo Sebastián Roncaglia est un footballeur international argentin né le 10 février 1987 à Chajarí, qui évolue au poste de défenseur. Jouant le plus souvent au poste de latéral droit, il peut aussi évoluer en défense centrale. Il joue dans le club du CA Osasuna.
Il est d'origine napolitaine par sa mère (de Giugliano in Campania).

## Palmarès
- Boca Juniors
  - 2008 : Vainqueur du championnat d'Ouverture d'Argentine
  - 2011 : Vainqueur du championnat d'Ouverture d'Argentine
  - 2012 : Finaliste de la Copa Libertadores
- Estudiantes de La Plata
  - 2010 : Vainqueur du championnat d'Ouverture d'Argentine
- Argentine
  - 2015 : Finaliste de la Copa América
- Valence CF
- Vainqueur de la Coupe d'Espagne en  2019